# Anthony Carmona
Anthony Thomas Aquinas Carmona (sinh ngày 7 tháng 3 năm 1953) là tổng thống thứ năm của Trinidad và Tobago. Trước đây ông là Thẩm phán Tòa án tối cao tại Tòa án tối cao Trinidad và Tobago, và ông từng là Thẩm phán của Tòa án Hình sự Quốc tế từ năm 2012 đến 2013.

## Tiểu sử
Anthony Carmona sinh ngày 7 tháng 3 năm 1953 tại Fyzabad, Nam Trinidad, con lớn nhất trong số sáu người con của Dennis Stephen và Barbara Carmona. Anh ấy là người gốc Phi, Mestizo và Ca cao Panyol. Ông tốt nghiệp trường tiểu học và đại học chính phủ Santa Flora, San Fernando. Ông theo học trường Đại học Tây Ấn và Trường Luật Hugh Wooding trong khoảng thời gian từ năm 1973 đến 1983. 